# Giardino del Balio
Il Giardino del Balio è un giardino pubblico di Erice. Fondato nel 1872 attraverso un accordo tra il Comune di Erice e il conte Agostino Pepoli, il giardino è noto per le viste panoramiche sulla Sicilia occidentale e fa parte del network Grandi Giardini Italiani, che include alcuni tra i più noti giardini storici italiani.

## Storia
La realizzazione del Giardino del Balio iniziò nel 1872, quando il Agostino Pepoli, originario di Bologna, raggiunse un accordo con il Comune di Erice. In cambio dei ruderi delle torri del castello, che trasformò in residenza, Pepoli sviluppò un giardino pubblico intorno al Castello di Venere. Il progetto fu influenzato dal periodo dei Savoia, che promuoveva spazi pubblici in Sicilia.
Il giardino fu progettato in stile inglese, con piante mediterranee ed esotiche e sentieri delineati da siepi di Buxus sempervirens. Sono presenti panorami e strutture decorative, come la Torre Pepoli.

## Caratteristiche
Il Giardino del Balio è noto per le viste panoramiche su Trapani, le isole Egadi, la laguna dello Stagnone e il Monte Cofano. All'interno del giardino, comprende vari elementi storici e artistici:
- Flora: piante mediterranee ed esotiche, tra cui esemplari notevoli di Prunus mahaleb (ciliegi canini) secolari.
- Fontane e sculture: la Fontana di Venere con l’Ape (1933), la Fontana dell’Occhio, e un'icona della Madonna di Custonaci.[6]
- Torre Pepoli: una storica torre all'interno del giardino, originariamente sviluppata dal conte Pepoli.[7]

## Restauro
I lavori di restauro del Giardino del Balio iniziarono nel 2019 e si sono conclusi nel 2024. Il progetto di restauro è stato guidato da Vincenzo Giacalone in collaborazione con il paesaggista Pietro Pio Pedone di Marsala. Il progetto si è concentrato sulla biodiversità, sulla rimozione di specie invasive e sul miglioramento dei percorsi per rivitalizzare questo spazio storico.

## Turismo e accesso
Il Giardino del Balio è aperto al pubblico, accessibile dal centro storico di Erice. Nelle vicinanze si trovano il Castello di Venere e punti panoramici.